# Boeing 747-8
Le Boeing 747-8 est un avion de ligne à réaction gros-porteur développé par Boeing Commercial Airplanes. Officiellement annoncé en 2005, le 747-8 est la quatrième génération de versions du Boeing 747, avec un fuselage allongé, une voilure redessinée et des performances supérieures à celles du 747-400. Le 747-8 est la plus grande version du 747, le plus grand avion commercial construit aux États-Unis et le plus long avion à passagers du monde.
Le 747-8 est proposé en deux versions : le 747-8 Intercontinental (747-8I) pour les passagers et le 747-8 Freighter (747-8F) pour le fret. Le premier 747-8F réalise le premier vol du modèle le 8 février 2010 et le 747-8 Intercontinental le suit le 20 mars 2011. La livraison du premier appareil cargo a lieu en octobre 2011 ; les livraisons de la version à passagers commencent en 2012. En juillet 2019, 123 appareils sont en service. En mai 2020, le 747-8 compte 153 commandes fermes soit 106 pour la version cargo, dont 90 ont été livrées, et 47 pour la version à passagers, toutes livrées.

## Développement

### Contexte historique
Au cours des années 1990 et 2000, Boeing étudie à plusieurs reprises des versions à plus grande capacité du 747. Les 747-500X et 600X, présentés au salon aéronautique de Farnborough de 1996, sont des 747 allongés qui utilisent une voilure dérivée de celle du 777, mais ils ne suscitent pas suffisamment d'intérêt pour entrer en développement. En 2000, Boeing propose les dérivés 747X et 747X Stretch (allongé) comme alternatives à l'Airbus A3XX. C'est un projet plus modeste que les 500X et 600X précédents. Le 747X doit avoir une envergure augmentée à 69,8 m (229 ft) via l'ajout d'un segment au niveau de l'emplanture. Le 747X est prévu pour emporter 430 passagers sur plus de 16 100 km (8 700 NM). Le 747X Stretch doit être allongé pour une longueur totale de 80,2 m (263 ft), lui permettant de transporter 500 passagers sur plus 14 400 km (7 800 NM). Cependant, comme pour les 500X et 600X, la famille 747X ne suscite pas assez d'intérêt et n'entre pas en production. Quelques-unes des idées développées pour le 747X sont utilisées sur le 747-400ER.

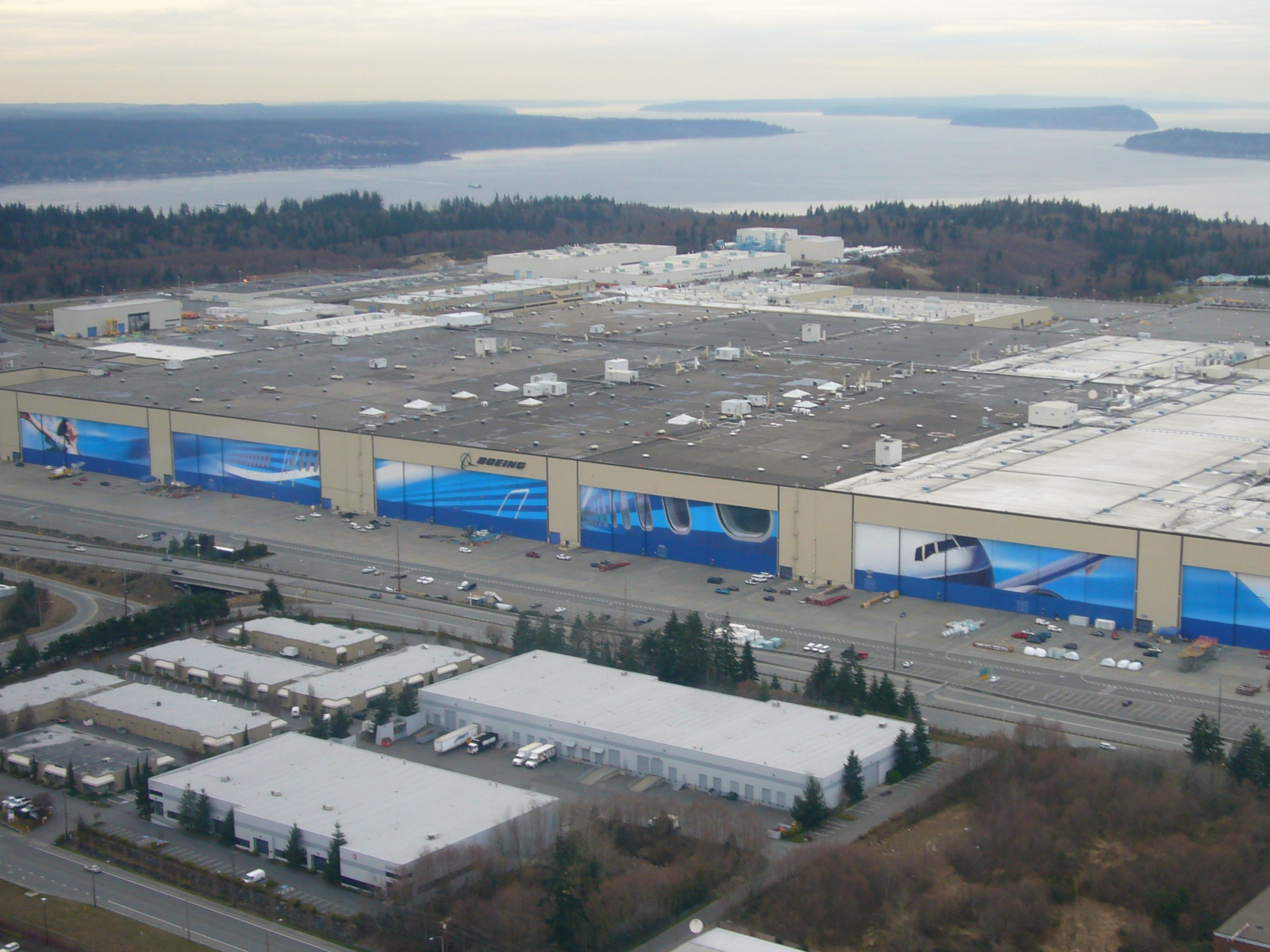
L'usine Boeing d'Everett à Paine Field, initialement construite pour le programme 747, est également devenue le site d'assemblage du 747-8.

Après le programme 747X, Boeing continue d'étudier des améliorations du 747. Le 747-400XQLR (Quiet Long Range, silencieux à grande distance franchissable) est destiné à avoir une distance franchissable relevée à 14 780 km (7 980 NM), ainsi qu'une meilleure efficacité énergétique et un bruit réduit. Les changements étudiés comprennent des saumons d'aile inclinés, similaires à ceux utilisés sur le 767-400ER, et une nacelle moteur en dents de scie pour réduire le bruit. Bien que le 747-400XQLR n'entre pas en production, plusieurs de ses caractéristiques sont utilisées sur le 747 Advanced.
Début 2004, Boeing annonce des projets provisoires pour le 747 Advanced qui sont finalement adoptés. De même nature que le 747X, le 747 Advanced allongé utilise des technologies du 787 Dreamliner afin de moderniser le modèle et ses systèmes. Le 14 novembre 2005, Boeing annonce qu'il lance le 747 Advanced en tant que « Boeing 747-8 ».

### Travail de conception
Le 747-8 est le premier 747 allongé à entrer en production ; avec le 747SP, ce sont les seules versions du 747 à avoir un fuselage dont la longueur est modifiée. Le 747-8 est destiné à utiliser les mêmes moteurs et la même technologie du cockpit que le 787, soit les turboréacteurs à double flux General Electric GEnx et des commandes de vol électriques partielles. Boeing déclare que le nouveau modèle doit être plus silencieux, plus économique et plus respectueux de l'environnement que les précédentes versions du 747. En tant que dérivé du 747-400 déjà populaire, le 747-8 a l'avantage économique de la formation similaire des équipages et des pièces interchangeables. Boeing détermine la configuration du 747-8 Freighter en octobre 2006.
Le 747-8, en tant que nouveau développement du plus grand avion de ligne de Boeing, est notamment en compétition directe sur les itinéraires long-courriers avec l'Airbus A380, un appareil avec un double-pont étendu sur toute sa longueur à présent en service. Pour les compagnies aériennes qui recherchent de très gros avions de ligne, les deux sont dressés comme concurrents à plusieurs reprises. Boeing déclare que le 747-8 est plus de 10 % plus léger par siège et qu'il consomme 11 % moins de carburant par passager que l'A380, ce qui se traduit par une réduction des coûts d'exploitation de 21 % et des coûts par passager-kilomètre de plus de 6 %.
La production du premier 747-8 Freighter commence à Everett début août 2008,. Le 14 novembre, Boeing annonce un retard du programme 747-8, citant une disponibilité limitée des ressources d'ingénierie à l'intérieur de Boeing, des modifications du projet et la récente grève des ouvriers de l'usine,,. Le 21 juillet 2009, Boeing diffuse une photographie du premier appareil cargo, fuselage et voilure assemblés.

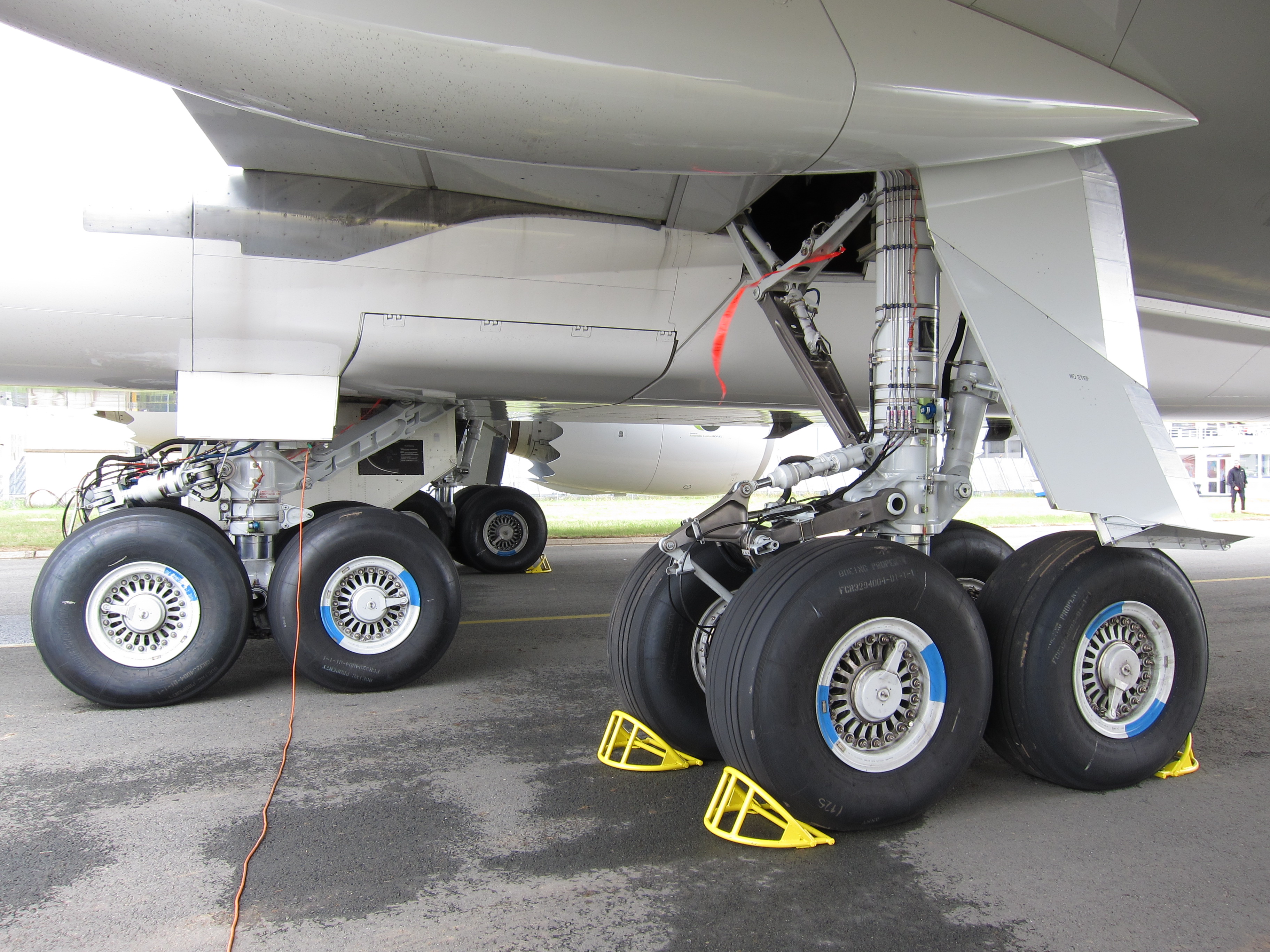
La configuration du train d'atterrissage du 747-8 est la même que sur les précédentes versions du 747.

En février 2009, seule une compagnie aérienne, la Lufthansa, avait commandé le modèle 747-8I passager, et Boeing annonce alors qu'il est en train de réexaminer le projet 747-8. Le chef de la direction Jim McNerney déclare que la continuation du projet n'est pas courue d'avance. La société évalue plusieurs options,.
En octobre 2009, Boeing annonce qu'il reporte le premier vol du 747-8 au premier semestre 2010 et ainsi que la livraison du 747-8I. À cause de ce retard, la société perd un milliard de dollars de bénéfices,,. En réponse, le client de lancement Cargolux déclare qu'il a toujours l'intention de prendre livraison des treize appareils qu'il a commandés ; la Lufthansa confirme son engagement pour la version passager. Le 12 novembre 2009, Boeing annonce que le premier avion destiné à Cargolux est entièrement assemblé et qu'il entre à l'atelier de peinture de l'usine d'Everett. Il subira des essais en vol avant d'être livré.
Le 4 décembre 2009, Korean Air devient la deuxième compagnie aérienne cliente de la version passager 747-8I, avec une commande de cinq appareils,. Le 8 janvier 2010, Guggenheim Aviation Partners (GAP) annonce une réduction de ses commandes de 747-8F de quatre à deux avions. En mars 2011, Korean Air convertit ses options en commande ferme de deux 747-8 cargo supplémentaires,.
Le 21 avril 2010, le chef de la direction de Boeing, Jim McNerney, annonce que la société pourrait accélérer la production des 747 et 777 pour répondre à la demande croissante des clients.

### Essais en vol et certification

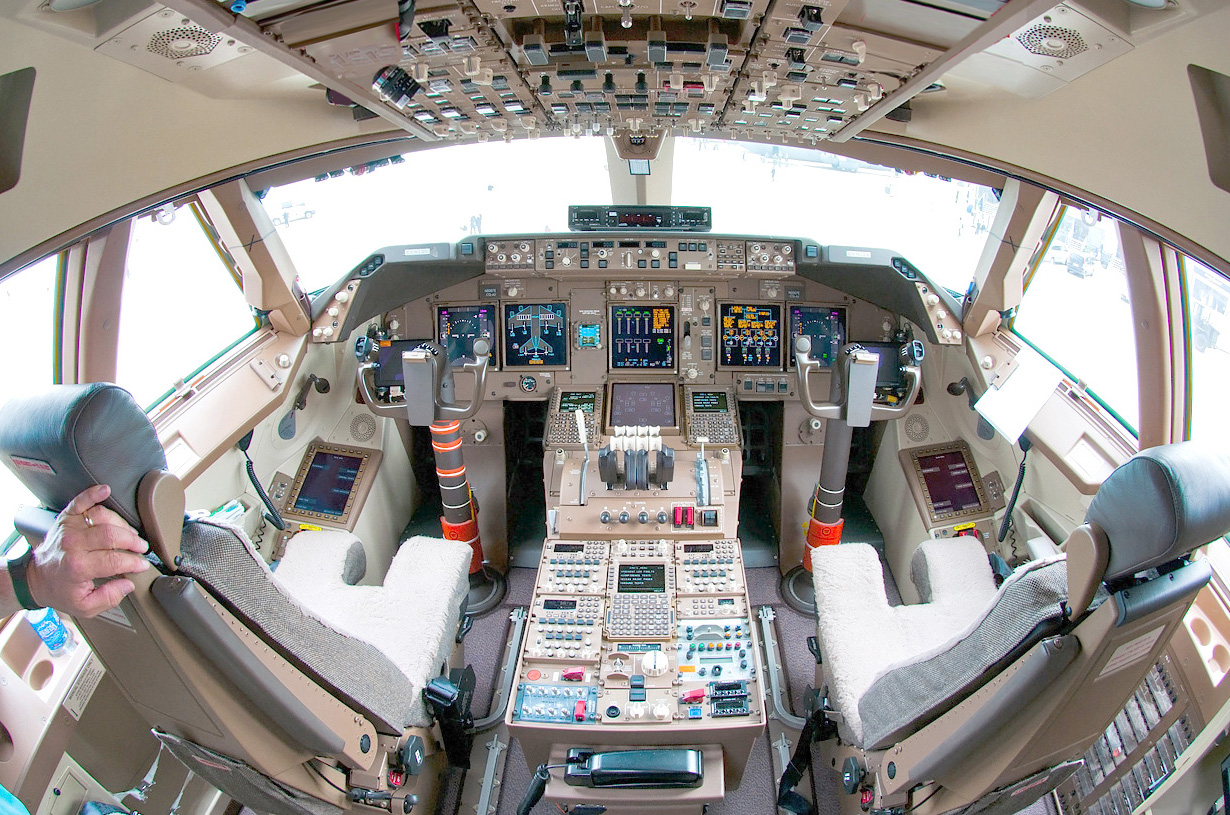
Cockpit du Boeing 747-8.

Les premiers essais des moteurs du 747-8 sont achevés en décembre 2009. Boeing annonce que le nouveau modèle a réalisé les essais de roulage à grande vitesse avec succès le 7 février 2010. Le lendemain, après un retard de deux heures et demie à cause de la météo, le 747-8 Freighter effectue son premier vol, décollant de Paine Field dans l'État de Washington à 12 h 39 PST, et se posant à 16 h 18 PST. Boeing estime que 1 600 heures d'essais en vol seront nécessaires afin de certifier le 747-8. Au cours du deuxième vol d'essai, un vol de convoyage vers Moses Lake qui a lieu fin février, les nouveaux équipements de navigation sont testés. Les essais en vol suivants, qui comprennent les tests de navigabilité et de flottement (ou flutter « battement des ailes » en anglais), doivent se dérouler à Moses Lake ; la majorité des essais a finalement lieu à Palmdale, en Californie, afin de ne pas interférer avec les essais en vol du 787 basé à Boeing Field à Seattle.
Jusqu'au 11 mars 2010, le 747-8F effectue treize vols pour un total de 33 heures de vol. Le 15 mars, le deuxième 747-8F vole pour la première fois, entre Paine Field et Boeing Field, où il est brièvement basé avant d'être envoyé à Palmdale pour continuer les essais en vol avec le premier appareil. Le 17 mars, le troisième 747-8F effectue son premier vol et rejoint le programme d'essais. Boeing a l'intention de montrer le 747-8F au salon aéronautique de Farnborough, accompagné du 787, bien que la participation des deux avions soit conditionnée par les essais en vol prévus sur le calendrier.

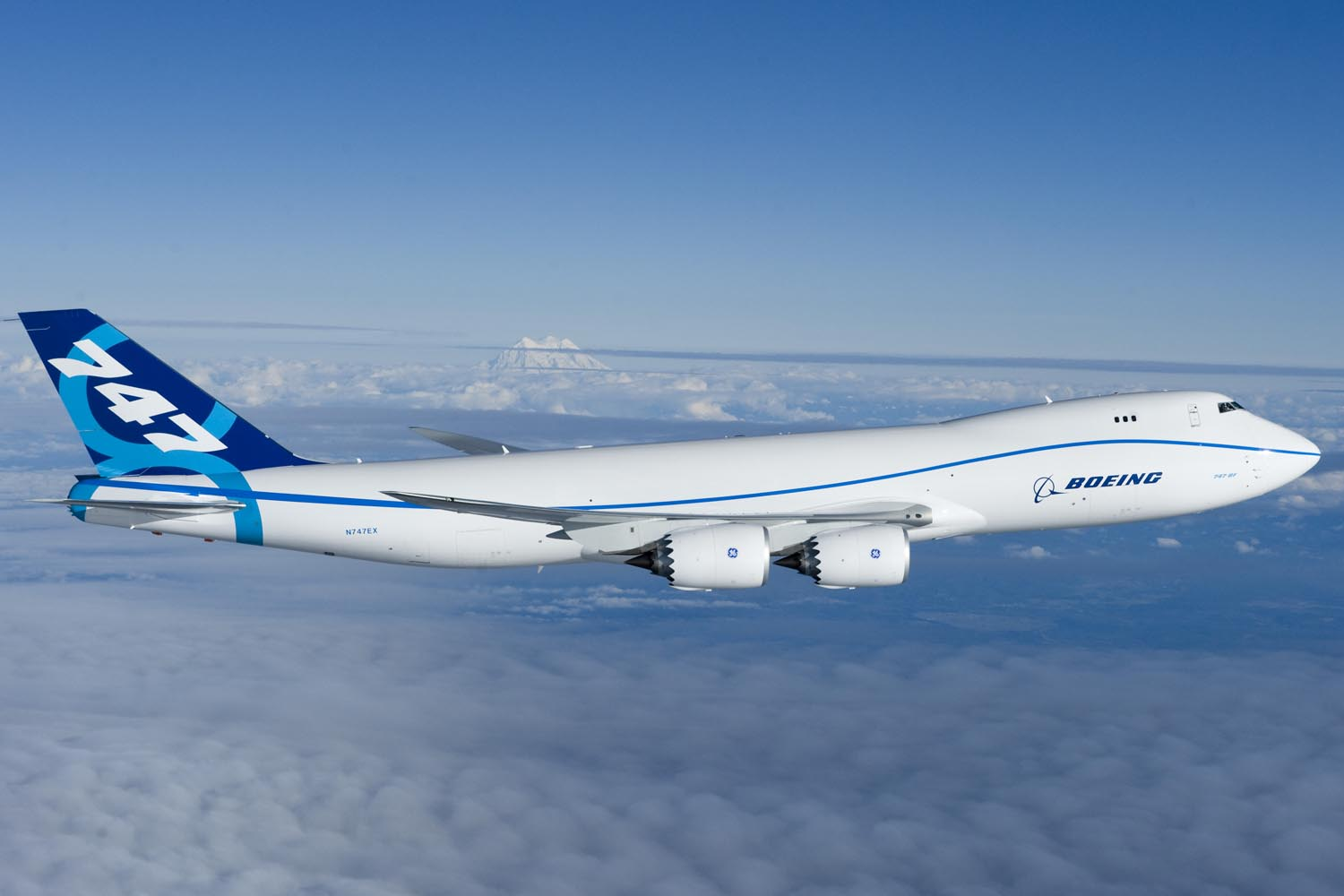
Le prototype du 747-8F pendant les essais en vol.

Au cours des essais en vol, Boeing découvre un problème de vibrations violentes avec l'avion, ce qui provoque des turbulences venant des trappes du train d'atterrissage qui interfèrent avec les volets intérieurs. Boeing évalue le problème, et utilise le troisième appareil d'essai pour l'étudier . Le problème est résolu par une modification des trappes du train principal extérieur. Début avril 2010, Boeing identifie un possible défaut dans un longeron du haut du fuselage. Selon Boeing, les pièces, construites par le sous-traitant Vought Aircraft Industries, sont, sous certaines charges, susceptibles de se fissurer. Boeing indique que le problème ne doit pas affecter les essais en vol mais d'autres sources déclarent que le problème peut avoir une incidence sur l'enveloppe opérationnelle de l'appareil avant qu'il soit entièrement résolu. Deux autres problèmes sont découverts : des oscillations sur les ailerons intérieurs et un flottement structural qui n'ont pas été résolus. Associés, ces trois problèmes ralentissent les essais et épuisent presque toutes les marges dans le calendrier de développement de Boeing.
Le 19 avril 2010, le deuxième appareil d'essais déménage de Moses Lake vers Palmdale pour que ses moteurs soient testés en vue d'obtenir le certificat de type de l'avion. L'appareil restant dans la flotte d'essai doit initialement rejoindre Palmdale en mai. Le convoyage a lieu le 3 juin 2010, un moteur ayant été endommagé lors d'un choc avec un remorqueur pendant un déplacement au sol. Le capot est endommagé mais il n'y a pas de dégât sur le moteur lui-même. Une fois réparé, l'appareil effectue les essais sur l'efficacité énergétique. Le 14 juin 2010, Boeing annonce que le 747-8 a terminé la phase d'essais de navigabilité initiale et que la Federal Aviation Administration (FAA) a donné une autorisation de contrôle de type étendue pour l'avion.

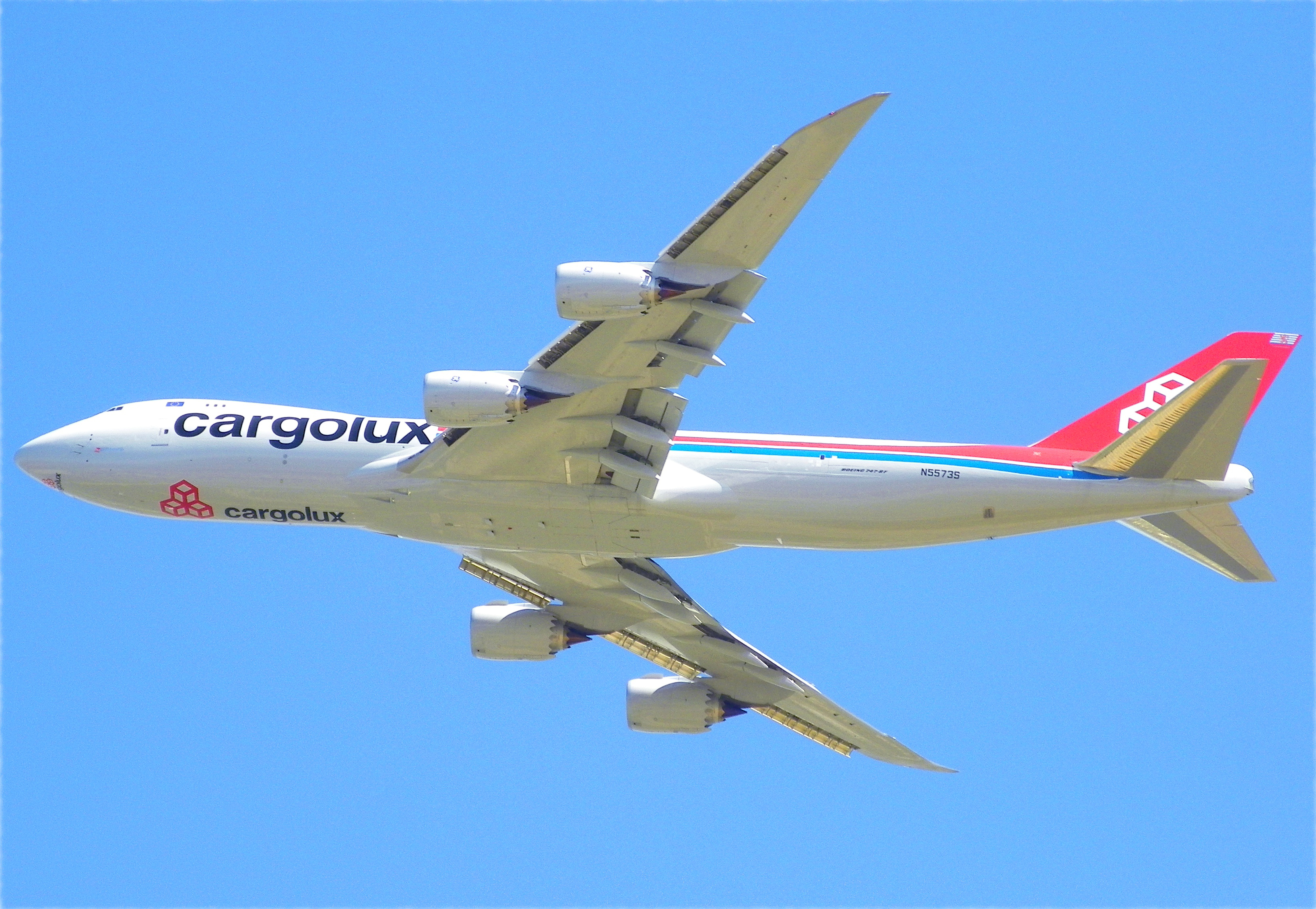
Le premier Boeing 747-8F de Cargolux en vol au-dessus de Fresno en Californie.

Depuis le premier vol jusque fin juin 2010, les trois 747-8F du programme d'essais en vol volent un total de plus de 500 heures et réalisent les essais par temps chaud en Arizona. En juin 2010, Boeing décide qu'un quatrième 747-8F est nécessaire pour aider à terminer les essais en vol. Il est décidé d'utiliser le deuxième appareil de production, RC503, pour réaliser les tests sans instruments ou avec peu d'instruments, tels que le champ de rayonnement de haute fréquence et la certification de pulvérisation d'eau,. L'appareil, peint dans la nouvelle livrée du client Cargolux, vole pour la première fois le 23 juillet 2010.
Le 21 août 2010, le 747-8F démontre sa capacité à décoller à la masse de 455 860 kg (1 005 000 lb), à Victorville en Californie. Sa masse maximale au décollage (maximum take-off weight, MTOW) est fixée à 442 253 kg (975 000 lb). Le cinquième 747-8F vole le 3 février 2011 puis rejoint les essais en vol. Le 30 septembre 2010, Boeing reporte de nouveau la livraison du premier appareil à Cargolux, qui est prévue pour mi-2011,.
Le 747-8I, la version passager, réalise son premier vol le 20 mars 2011 à Everett ; le deuxième appareil vole le 26 avril. En décembre 2011, trois appareils sont utilisés pour les essais en vol.
Le 747-8F reçoit le certificat de type amendé de la Federal Aviation Administration (FAA) et de l'Agence européenne de la sécurité aérienne (AESA) le 19 août 2011 ; les livraisons des appareils cargo doivent alors commencer le 19 septembre,. Cependant, le 17 septembre, Cargolux déclare qu'il n'accepterait pas les deux premiers 747-8F destinés à lui être livrés les 19 et 21 septembre à cause de « problèmes contractuels non résolus entre Boeing et Cargolux » avec l'avion,.
Le 25 octobre 2011, le 747-8I vole vers l'aéroport international Grantley-Adams à la Barbade pour commencer les essais sous le climat tropical des Caraïbes afin de déterminer ses effets sur l'appareil. Le Boeing 787 Dreamliner a effectué des essais similaires à la Barbade la semaine précédente,. Un des 747-8I d'essais est utilisé par la Lufthansa pour une évaluation début décembre 2011, avant la première livraison mi-2012. Le 14 décembre 2011, le 747-8I reçoit son certificat de type de la FAA,,,.
Le 747-8 a un Quota Count system (en) d'aéroport de 2 pour le décollage et de 1 pour l'atterrissage ce qui permet les opérations de nuit.

### Entrée en service

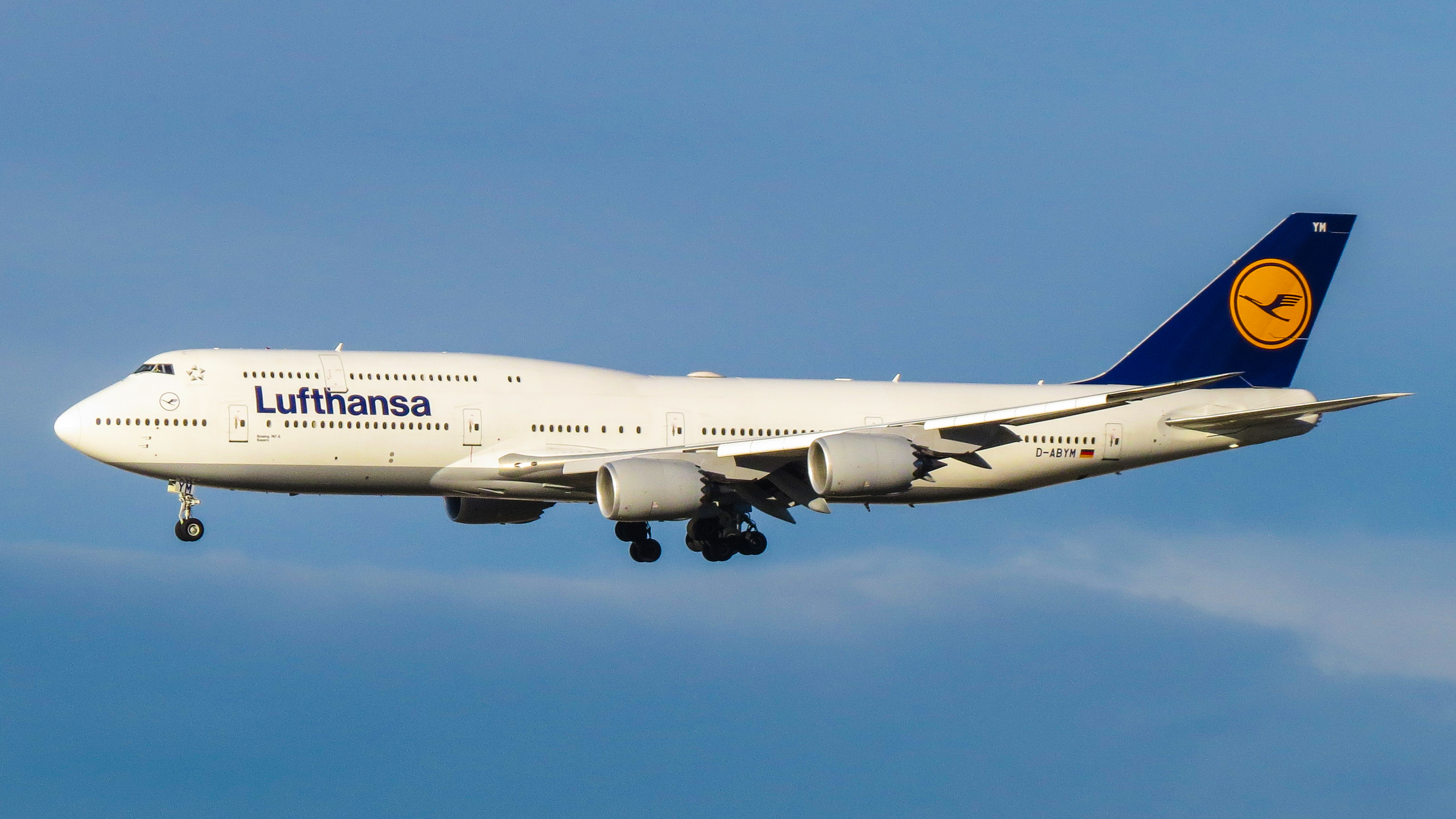
Boeing 747-8 Intercontinental de la Lufthansa

Après avoir résolu les questions contractuelles, Boeing remet le premier 747-8F à Cargolux à Everett le 12 octobre 2011. L'avion cargo vole ensuite vers l'aéroport international de Seattle-Tacoma pour y prendre du fret avant de s'envoler pour le Luxembourg.
La Lufthansa prend livraison de son premier 747-8I le 5 mai 2012 et commence à l'exploiter le 1er juin sur des vols entre Francfort et Washington. Des vols entre Francfort et New Delhi, Bangalore et Los Angeles doivent être ajoutés par la suite. Le 15 septembre, le Conseil national de la sécurité des transports (National Transportation Safety Board, NTSB) américain demande le maintien au sol des Boeing 747-8 et 787 à moteurs General Electric jusqu'à ce que les moteurs soient inspectés à la suite de fissures découvertes sur trois moteurs GEnx.
Le 27 janvier 2013, la flotte de 747-8 passe le cap des 100 000 heures de vol. Au mois d'avril, la vitesse de production diminue de 2 à 1,75 appareil par mois, et est de nouveau réduite à 1,5 avion par mois en octobre.

## Descriptif technique

### Vue d'ensemble
Le 747-8 est un développement du Boeing 747 qui profite des améliorations technologiques et aérodynamiques. Les deux versions du 747-8 ont un fuselage allongé de 5,6 m (18,3 ft) par rapport au 747-400 ce qui amène la longueur totale à 76,25 m (250 ft 2 in). Le 747-8 est le plus long avion à passagers au monde, dépassant l'Airbus A340-600 d'environ 0,91 m (3 ft),. Avec une masse maximale au décollage de 442 000 kg (975 000 lb), le 747-8 est l'avion le plus lourd, commercial ou militaire, construit aux États-Unis.
Comparé au 747-400, les changements principaux se situent sur les ailes qui ont été entièrement modifiées. La flèche et la structure de base sont conservées pour limiter les coûts, mais les ailes sont plus épaisses et longues, et l'aérodynamique recalculée. La distribution de pression et les moments de flexion sont différents ; la voilure de la version passagers emporte 243 120 L (64 225 gal US) de carburant et celle de la version cargo en emporte 230 630 L (60 925 gal US). L'envergure accrue nécessite des aéroports de catégorie F plutôt qu'E, comme pour l'Airbus A380. La nouvelle voilure est équipée de volets extérieurs à fente unique et de volets intérieurs à double fente.

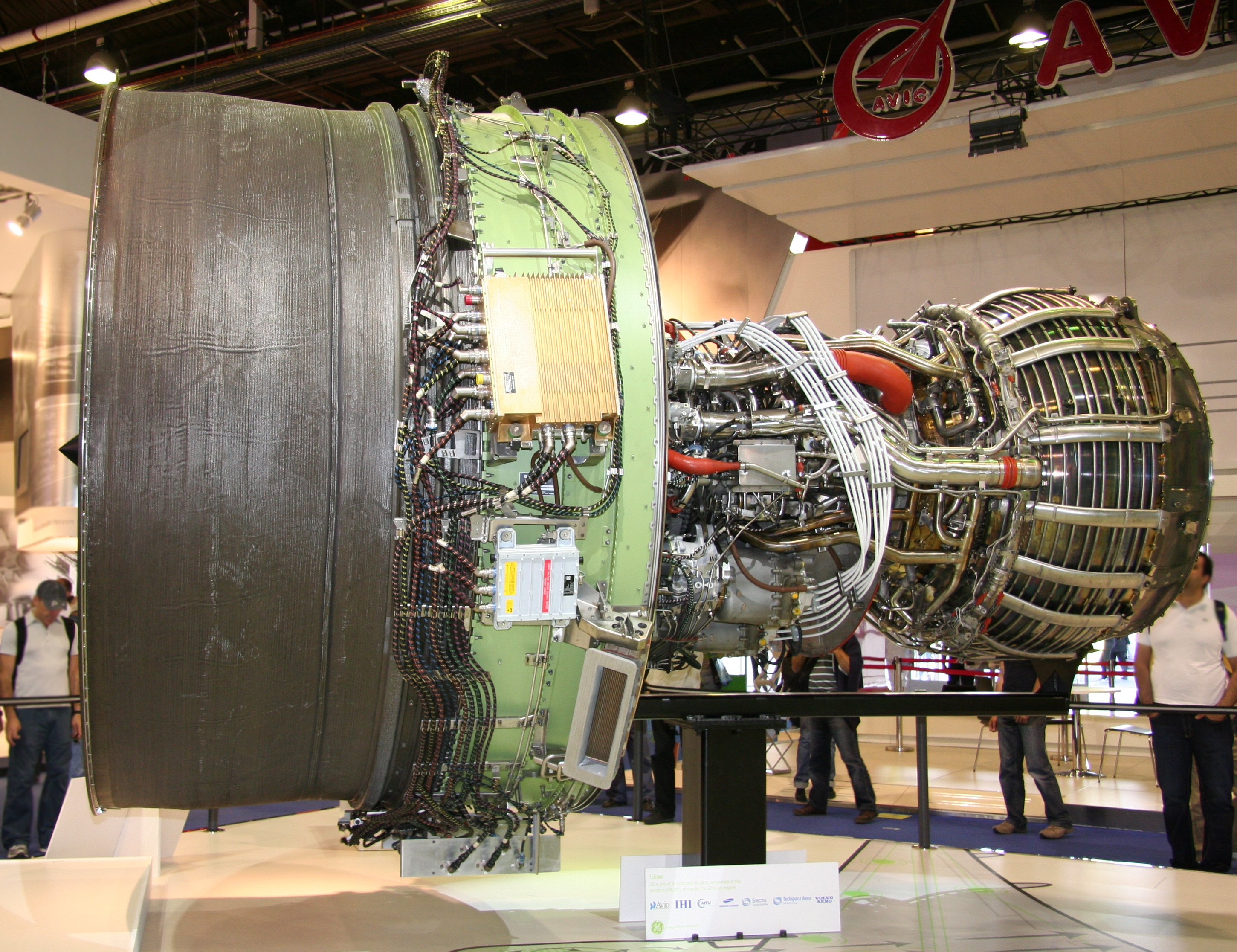
Le moteur General Electric GEnx destiné aux 747-8 et 787 exposé au Salon du Bourget 2009.

Des saumons d'aile inclinés, similaires à ceux utilisés sur les Boeing 777-200LR, 777-300ER et 787, équipent la nouvelle version du 747 à la place des winglets du 747-400,. Ces structures permettent de réduire les tourbillons marginaux aux extrémités des ailes, diminuant les turbulences de sillage et la traînée, augmentant ainsi l'efficacité énergétique. Une réduction de masse est permise par l'introduction des commandes de vol électriques pour la majorité des contrôles latéraux.
La capacité supplémentaire de carburant dans la voilure redessinée, par rapport au 747-400, supprime le besoin de modifier de manière significative l'empennage horizontal pour qu'il puisse recevoir des réservoirs supplémentaires, ce qui permet d'économiser à nouveau. La dérive du 747-8, qui lui donne une hauteur de 19,35 m (63 ft 6 in), reste en grande partie inchangée. La partie inférieure du gouvernail, initialement à une articulation passe à deux articulations, afin d'accroître ses effets en cas de perte des deux moteurs d'un même côté. Du polymère renforcé de fibres de carbone est utilisé pour la cellule du 747-8 afin de réduire la masse.

### Motorisation
Le General Electric GEnx est le seul moteur disponible pour le 747-8. La version utilisée sur le 747 est adaptée pour fournir l'air de prélèvement aux systèmes conventionnels de l'avion et a un plus petit diamètre que celle du 787 afin de pouvoir être placée sous l'aile du 747. L'ancienne version des moteurs consommait environ 12 000 litres de carburant par heure. Le coût du kérosène influençant grandement la conception des avions, les fabricants doivent sans cesse chercher de nouvelles solutions techniques. Ce nouveau moteur est le plus efficace construit par General Electric. Cette technologie a un coût : 20 millions de dollars pièce. Les matériaux composites des ailettes et du revetement allègent chaque moteur de 180 kg, soit 700 kg pour les 4. Avec moins d'ailettes et tournant moins vite, ce moteur est le plus silencieux produit par General Electric. Il fournit un flux d'air supérieur avec moins d'énergie. 10 % de l'air est mélangé au carburant et brulé dans la chambre de combustion. Les pales ainsi entrainées propulsent les 90 % d'air restant vers l'arrière du réacteur, créant ainsi la poussée. Un seul moteur produit une poussée égale aux huit réacteurs d'un bombardier B-52.
Les essais en vol du moteur GEnx-2B, installé sur un Boeing 747-100 à l'emplacement intérieur gauche, commencent en mars 2009.

## Versions

### 747-8Freighter

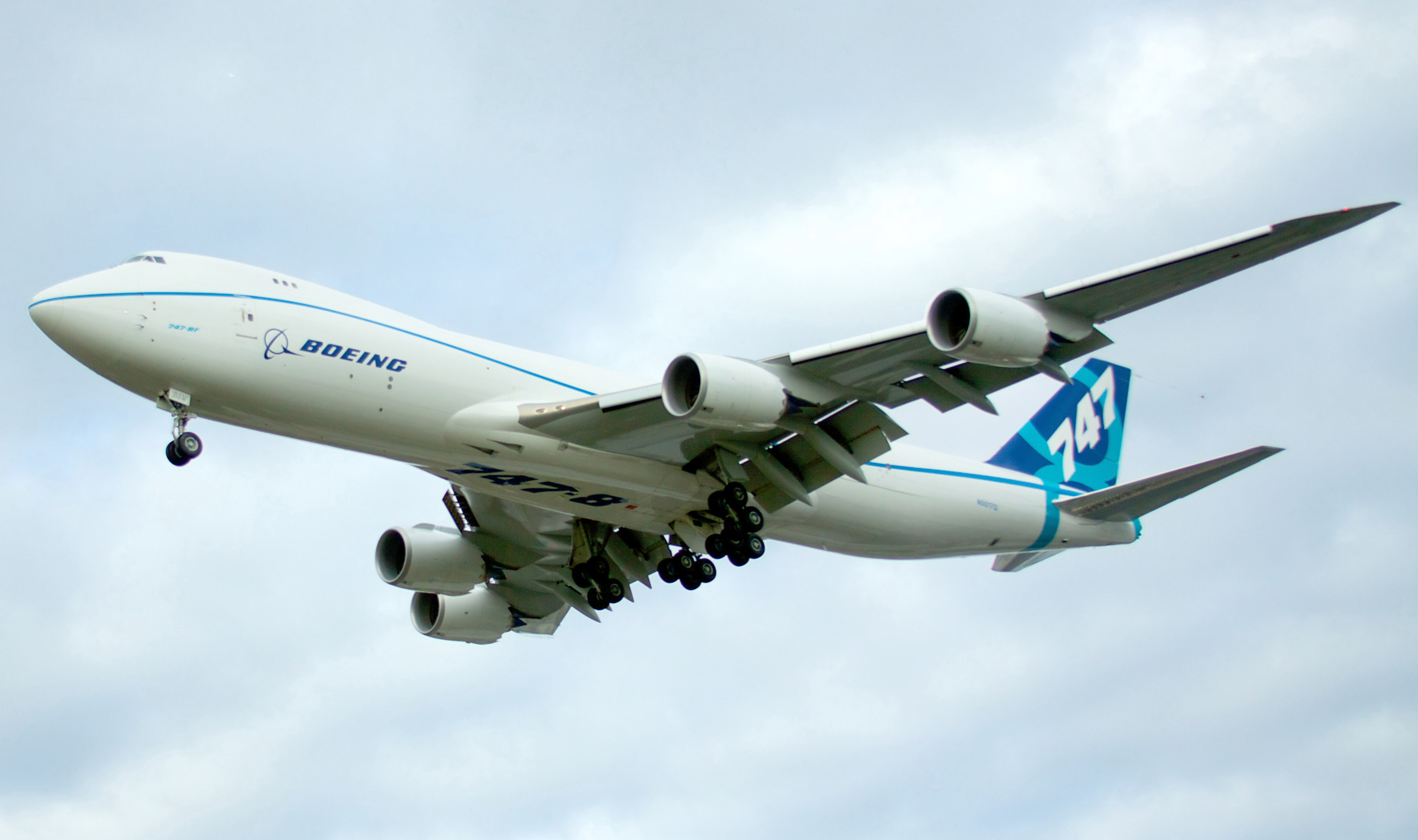
Le Boeing 747-8F pendant les essais en vol à Everett, État de Washington.

Le 747 se révèle un avion cargo très populaire, transportant près de la moitié du fret aérien mondial. Afin de maintenir sa position dominante, Boeing conçoit une version cargo du 747-8, nommée 747-8 Freighter ou 747-8F. La société lance cette version le 14 novembre 2005. Le 747-8F est le premier modèle à entrer en service. Tout comme sur le 747-400F, le pont supérieur est plus court que sur les modèles passagers ; l'agrandissement de 5,575 m (18 ft 3,5 in) se situe juste en avant et en arrière de la voilure. Avec une masse maximale au décollage de 442 000 kg (975 000 lb), il a une capacité cargo de 140 000 kg (308 000 lb) et une distance franchissable de 8 130 km (4 390 NM). Quatre emplacements de palette supplémentaires sont créés sur le pont principal, avec, sur le pont inférieur, soit deux conteneurs et deux palettes additionnels, soit trois palettes supplémentaires. Le 747-8F est destiné à avoir un coût en tonne par kilomètre 16 % inférieur à celui du 747-400F et offre une autonomie légèrement accrue.

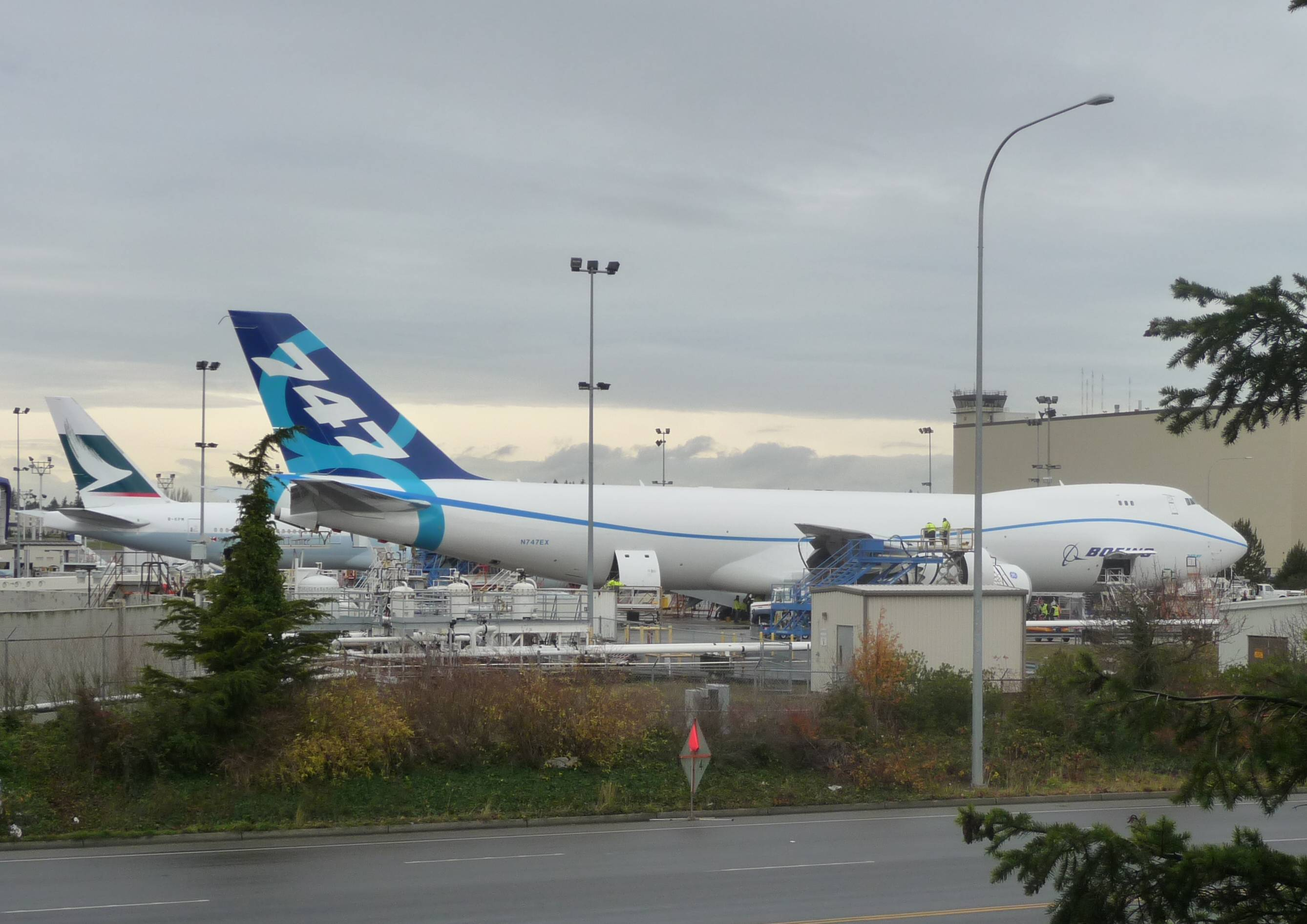
Le premier 747-8 Freighter au dépôt de carburant de l'usine Boeing à'Everett.

Le 747-8F a une charge utile plus élevée que le 747-400ERF mais une distance franchissable plus faible. Lorsque Boeing lance le 747-400ERF, l'augmentation de 16 000 kg (35 000 lb) de la masse maximale au décollage (MTOW) par rapport à celle de 397 000 kg (875 000 lb) du 747-400F permet une plus grande autonomie avec la même masse à l'atterrissage que le 747-400F. Les opérateurs cargo transportent souvent de la machinerie et des chargements indivisibles qui nécessitent une plus grande capacité d'emport et d'atterrissage. Comme c'est commun avec les avions cargo, l'autonomie est donnée avec la charge utile maximale et non avec le maximum de carburant. L'augmentation de 29 000 kg (65 000 lb) de la MTOW du 747-8 au-dessus de celle du 747-400ERF est exclusivement orientée pour la masse zéro-carburant ou capacité d'emport. S'il décolle avec la charge utile maximale, le 747-8 n'a pas les pleins complets. Pour les vols où la charge utile n'est pas au maximum, l'appareil peut emporter plus de carburant afin d'accroître sa distance franchissable.

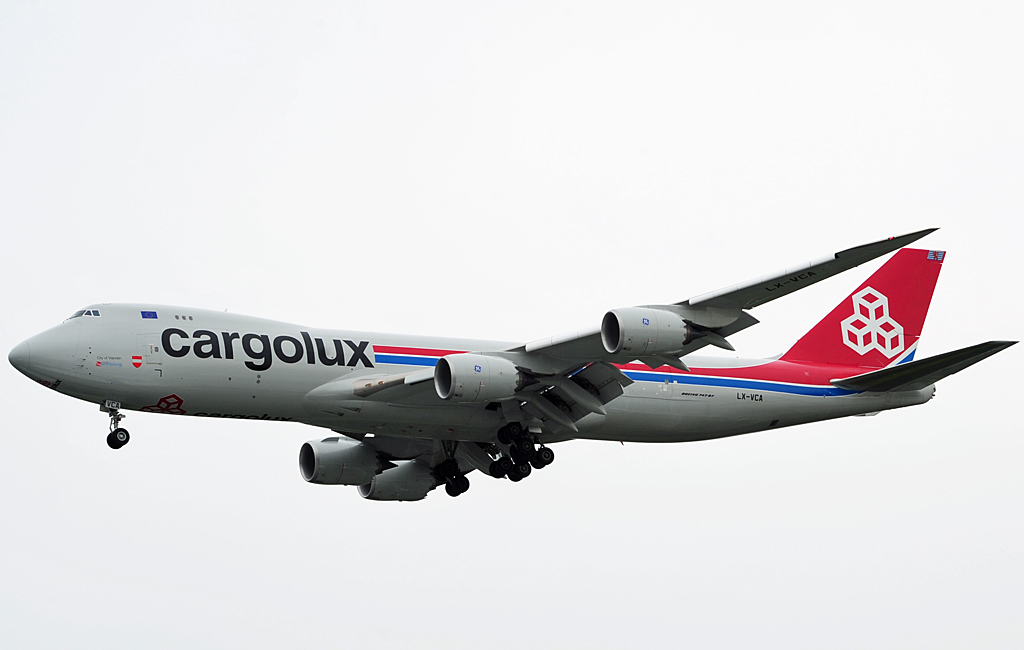
Boeing 747-8 Freighter de Cargolux à Singapour.

En passant des commandes pour la version cargo en novembre 2005, Cargolux et Nippon Cargo Airlines deviennent les premiers clients du 747-8. La configuration définitive de l'appareil est finalisée en octobre 2006. L'assemblage majeur de l'avion commence le 8 août 2008 et l'appareil quitte l'usine Boeing d'Everett le 12 novembre 2009. Le premier avion est livré à Cargolux, le 12 octobre 2011. Au bout de six mois de service, Boeing annonce que les premiers opérateurs du 747-8F ont réalisé une réduction de consommation de carburant d'un pour cent par rapport aux prévisions. Nippon Cargo Airlines doit supporter un marché lent et plusieurs de ses nouveaux 747-8F sont stationnés à long terme dans le désert de l'Arizona au lieu de transporter du fret.

### 747-8Intercontinental

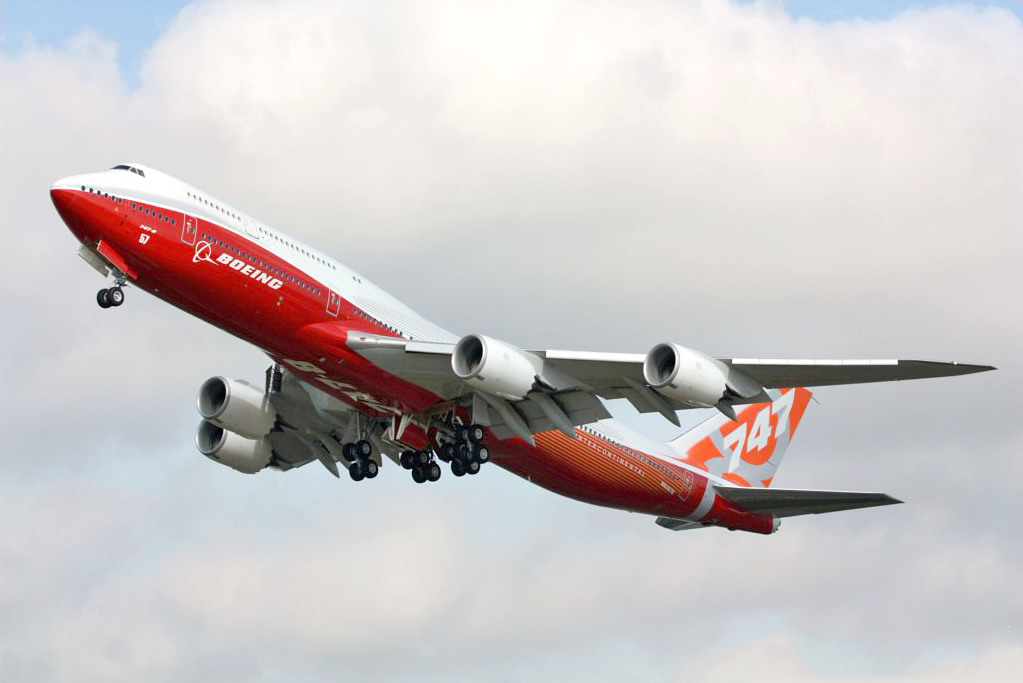
Le prototype du Boeing 747-8 Intercontinental lors d'un vol d'essai.

La version passagers, nommée 747-8 Intercontinental ou 747-8I est officiellement lancée le 14 novembre 2005 par Boeing. L'avion peut emporter 467 passagers, dans une configuration typique de trois classes, sur un peu moins de 15 000 km (8 000 NM) à Mach 0,855. Le 747-8I peut transporter 51 passagers de plus et deux palettes de fret avec 26 % de volume de fret de plus que le 747-400. Malgré le projet initial pour un fuselage plus court que celui du modèle cargo, les deux versions font la même longueur, ce qui accroît la capacité en passagers et rend le 747-8I plus simple à modifier pour une utilisation cargo. Sur le 747-8I, le pont supérieur est allongé. Les nouveaux moteurs et les modifications aérodynamiques permettent l'augmentation de la distance franchissable. Boeing déclare que par rapport au 747-400, le 747-8I doit être 30 % plus silencieux, 16 % plus efficace énergétiquement et avoir un coût par passager-kilomètre inférieur de 13 % avec le même coût par trajet.

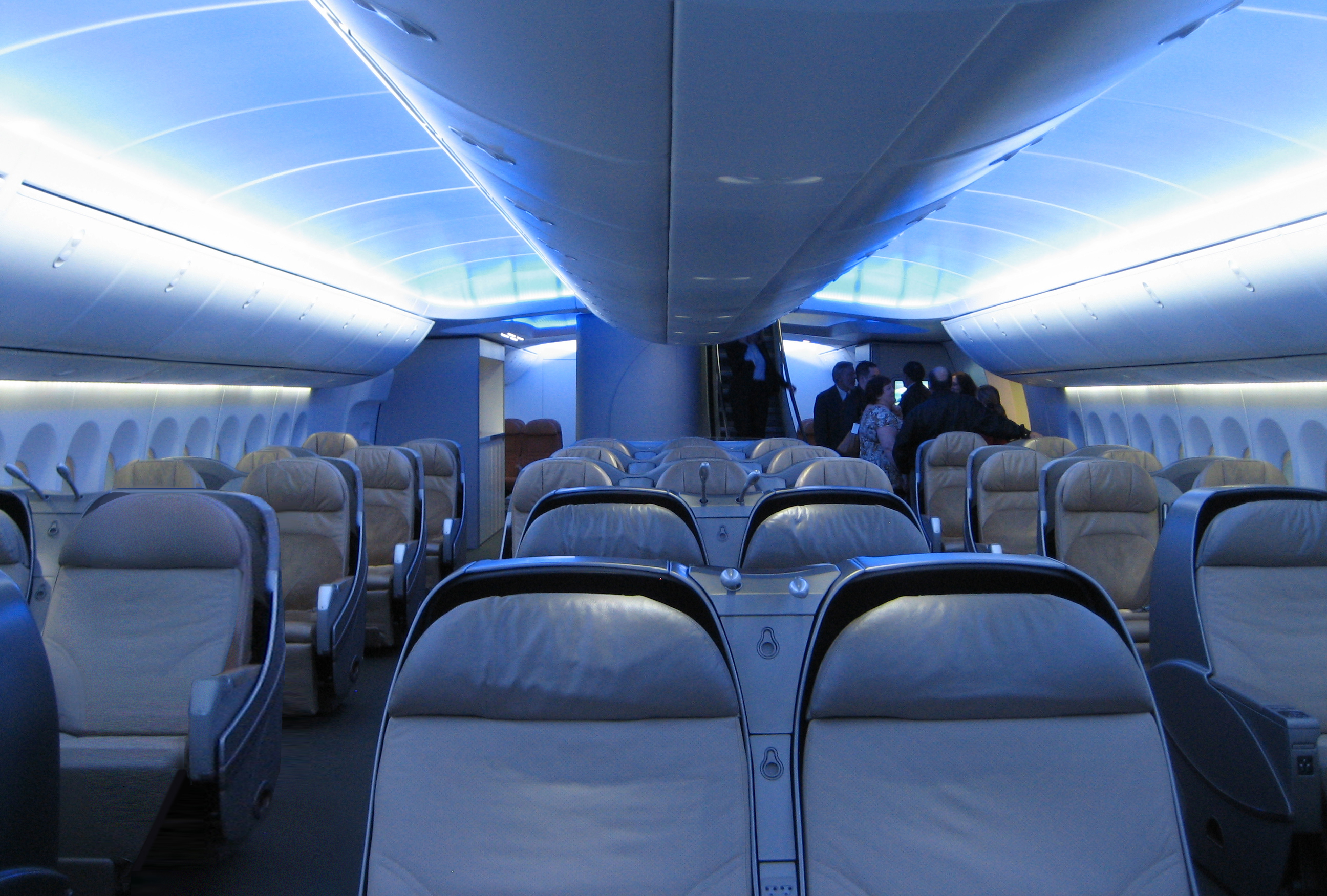
Sièges du pont principal du 747-8 Intercontinental.

Pour le 747-8, Boeing suggère quelques changements de l'agencement intérieur de l'avion. Les plus notables sont l'escalier courbé vers le pont supérieur et une entrée principale plus spacieuse pour les passagers. La cabine principale du 747-8 reçoit un intérieur similaire à celui du 787. Les coffres à bagages sont courbés et la rangée centrale est redessinée pour apparaître comme jointe au plafond incurvé, plutôt qu'intégrée dans le courbe du plafond, comme sur le 777. Les hublots sont également de taille similaire à ceux utilisés sur le 777, qui sont 8 % plus grands que ceux des 747-400. Le 747-8 reçoit un nouveau système d'éclairage de diodes électroluminescentes (DEL), ce qui peut créer un éclairage d'ambiance. La technologie DEL offre une plus grande fiabilité et des coûts de maintenance réduits.

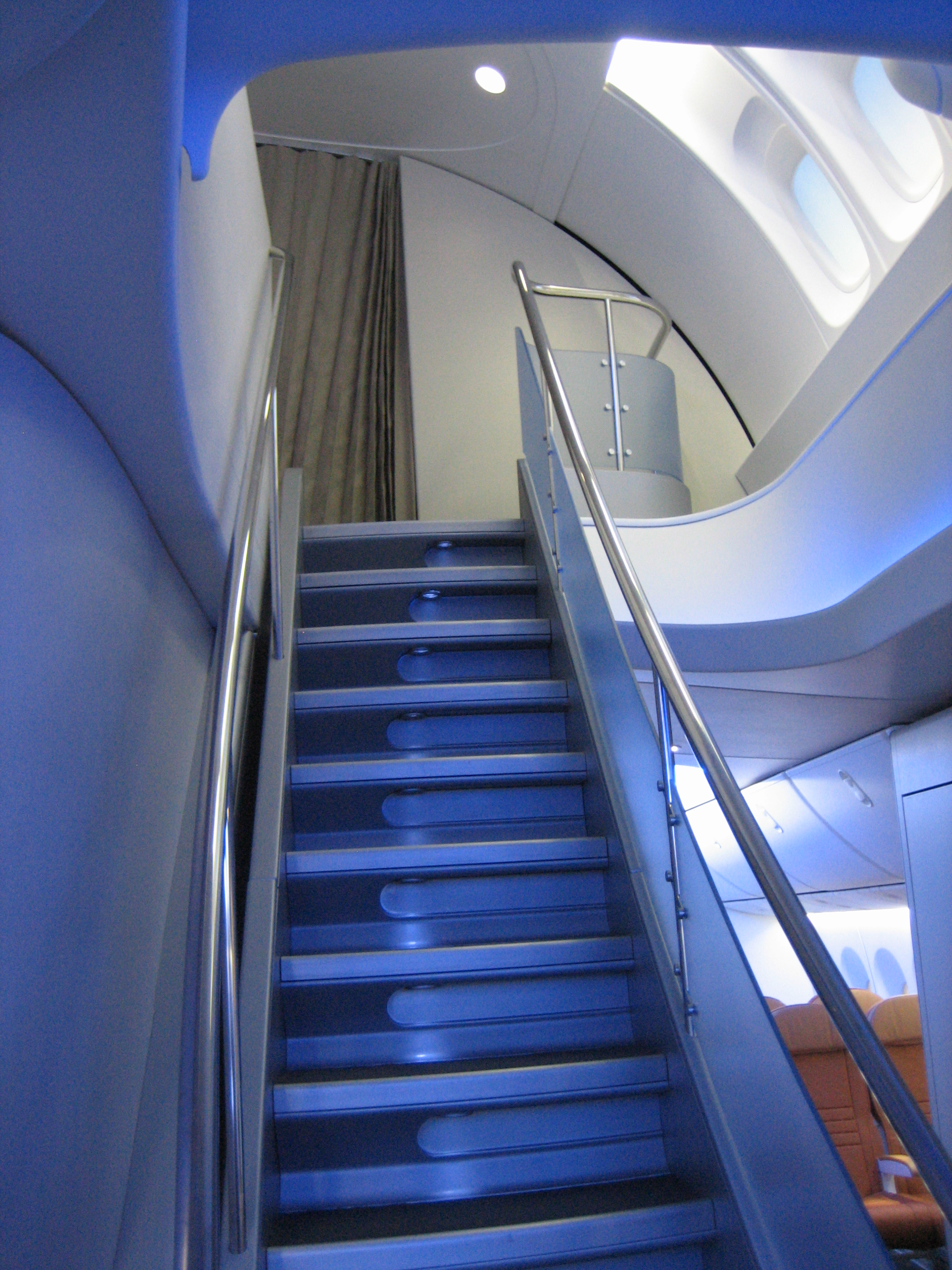
Escalier vers le pont supérieur du Boeing 747-8 Intercontinental avec les hublots.

Dans le haut de l'avion, il est proposé de placer les équipements accessibles depuis la cabine dans la zone de la « couronne », l'espace au-dessus de la cabine initialement utilisé pour les conduits de l'air conditionné et le câblage. Les câbles sont déplacés vers le côté afin de créer de l'espace supplémentaire ; en conséquence, cette zone n'a pas de hublot. Cet espace peut-être utilisé pour les galley et les zones de repos de l'équipage, ce qui libère de l'espace sur le pont principal pour des passagers supplémentaires.
Pendant la phase de commercialisation initiale du 747-8, Boeing propose aussi de créer des installations « SkyLoft » destinées aux passagers dans la partie supérieure du fuselage. Ces installations doivent comprendre des « SkySuites », petits compartiments individuels avec des portes coulissantes ou des rideaux équipés de lits, sièges et divertissements ou équipement de bureau. Un espace salon commun peut également être prévu. Boeing propose aussi des plus petits, plus modestes « SkyBunks ». L'accès à l'espace supérieur doit se faire via un escalier séparé à l'arrière de l'avion. Les passagers qui disposent de SkySuites, vendues à un prix premium, doivent utiliser des sièges de classe économique pour le décollage et l'atterrissage, et monter dans l'espace supérieur pendant le vol. Cependant, les études de faisabilité de prix trouvent l'idée du SkyLoft difficile à justifier. En 2007, Boeing abandonne le SkyLoft en faveur d'un espace sur le pont supérieur qui est préféré par les compagnies aériennes. Aménager l'espace supérieur pour dormir reste possible en option sur les appareils VIP ; le premier 747-8 BBJ, destiné à AeroLoft, est produit en 2012,.
La première commande du 747-8 Intercontinental est passée en mai 2006 par un client VIP non révélé,. Le 6 décembre 2006, la Lufthansa devient la première compagnie aérienne à commander le 747-8 Intercontinental. En décembre 2009, Korean Air annonce la commande de cinq 747-8I,. Boeing déclare que la configuration définitive du 747-8I est déterminée en novembre 2007.

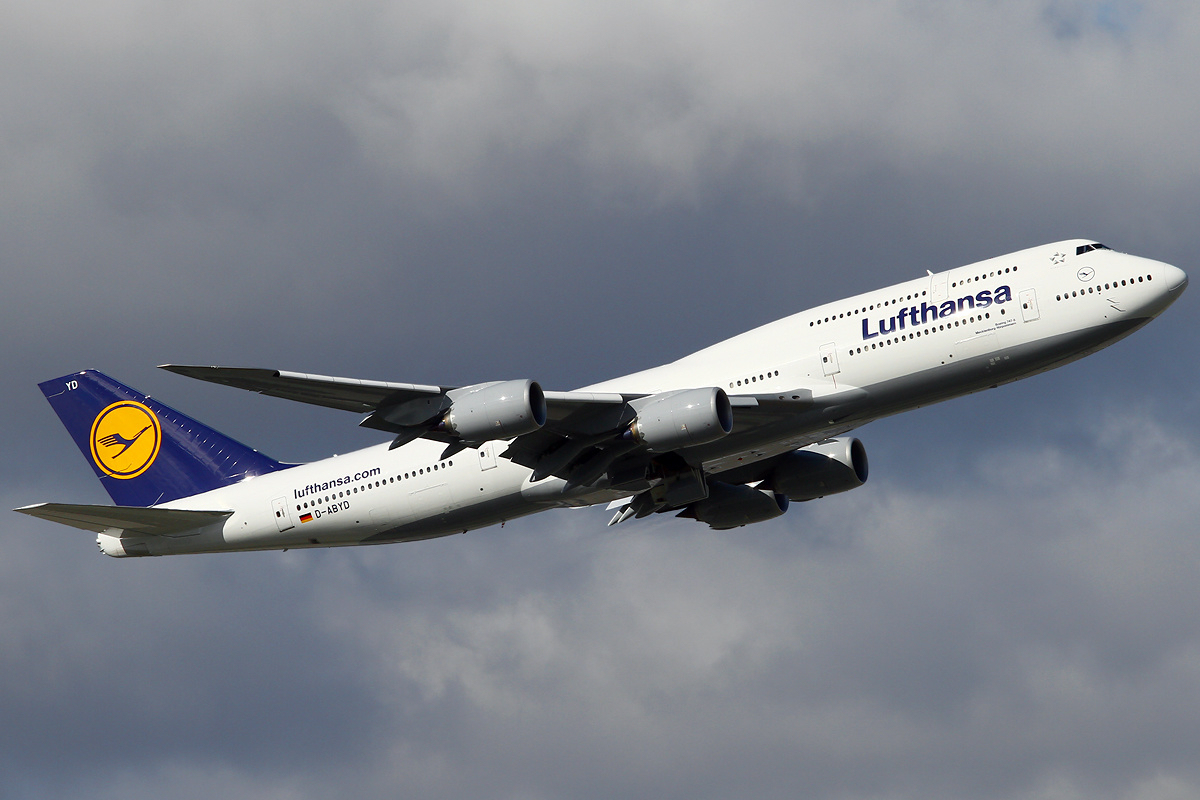
Un Boeing 747-8 Intercontinental de la Lufthansa, client de lancement, peu après son décollage.

L'assemblage principal du premier 747-8I commence le 8 mai 2010. Le dernier raccord du fuselage a lieu le 15 octobre, un peu en avance sur le calendrier prévu. L'assemblage du premier 747-8I est terminé en février 2011 et, le 13 février, il est présenté au cours d'une cérémonie à Everett. À cette époque, les livraisons doivent commercer fin 2011.
La batterie d'essais au sol du 747-8I, qui teste les systèmes en simulant les conditions de vol, ont lieu les 12 et 13 mars 2011. Le premier vol du 747-8I a lieu le 20 mars depuis Paine Field à Everett. Le deuxième appareil vole pour la première fois le mois suivant. À la suite du programme d'essais en vol, le 747-8I est certifié par la FAA le 14 décembre 2011. À cette époque, les livraisons de 747-8I doivent commencer début 2012,.
Pour éliminer la possibilité de flutter aéroélastique, les réservoirs situés dans l'empennage horizontal du 747-8I sont verrouillés pour empêcher leur usage jusqu'à ce que le problème soit résolu. Cela engendre une réduction de distance franchissable, estimée par Boeing entre 550 et 930 km. Le premier 747-8 Intercontinental est livré à un client VIP le 28 février 2012. Il doit être équipé d'un intérieur VIP avant d'entrer en service en 2014. Le premier 747-8I est livré en mai et commence à être exploité commercialement le 1er juin 2012, avec la Lufthansa.

### Remplacement des avions présidentiels
À la fin des années 2000, l'United States Air Force cherche à remplacer les deux Boeing VC-25, deux 747-200B lourdement modifiés servant d'avions présidentiels américains (Air Force One). Boeing étudie un projet basé sur le 747-8, tout comme une version du 787 Dreamliner. Le 29 janvier 2015, l'Administration américaine annonce officiellement avoir choisi deux Boeing 747-8I qui viendront en remplacement des avions actuels. Leur livraison est prévue pour 2018 avec une entrée en service en 2023, le temps des essais et diverses modifications.
En 2010, des sources du gouvernement de la Corée du Sud indiquent que le pays envisage l'achat du 747-8 pour servir d'avion présidentiel.

## Commandes et clients
| Client                   | 747‑8I | 747‑8F | Livrés |
| ------------------------ | ------ | ------ | ------ |
| Cargolux Airlines        |        | 14     | 14     |
| Nippon Cargo Airlines    |        | 8      | 8      |
| Business Jet / VIP       | 8      |        | 8      |
| Atlas Air                |        | 10     | 10     |
| Volga-Dnepr Airlines     |        | 9      | 6      |
| Lufthansa                | 19     |        | 19     |
| Korean Air Cargo         |        | 7      | 7      |
| Cathay Pacific Cargo     |        | 14     | 14     |
| Royal Moroccan Air Force | 1      |        | 1      |
| Korean Air               | 10     |        | 10     |
| Air China                | 7      |        | 7      |
| Silk Way West Airlines   |        | 5      | 5      |
| Qatar Airways            |        | 2      | 2      |
| AirBridgeCargo Airline   |        | 7      | 7      |
| Nippon Cargo Airlines    | 0      | 8      | 9      |
| US Air Force             | 2      |        | 2      |
| UPS Airlines             |        | 28     | 15     |
| Total                    | 47     | 106    | 137    |
| Total                    | 153    |        | 137    |

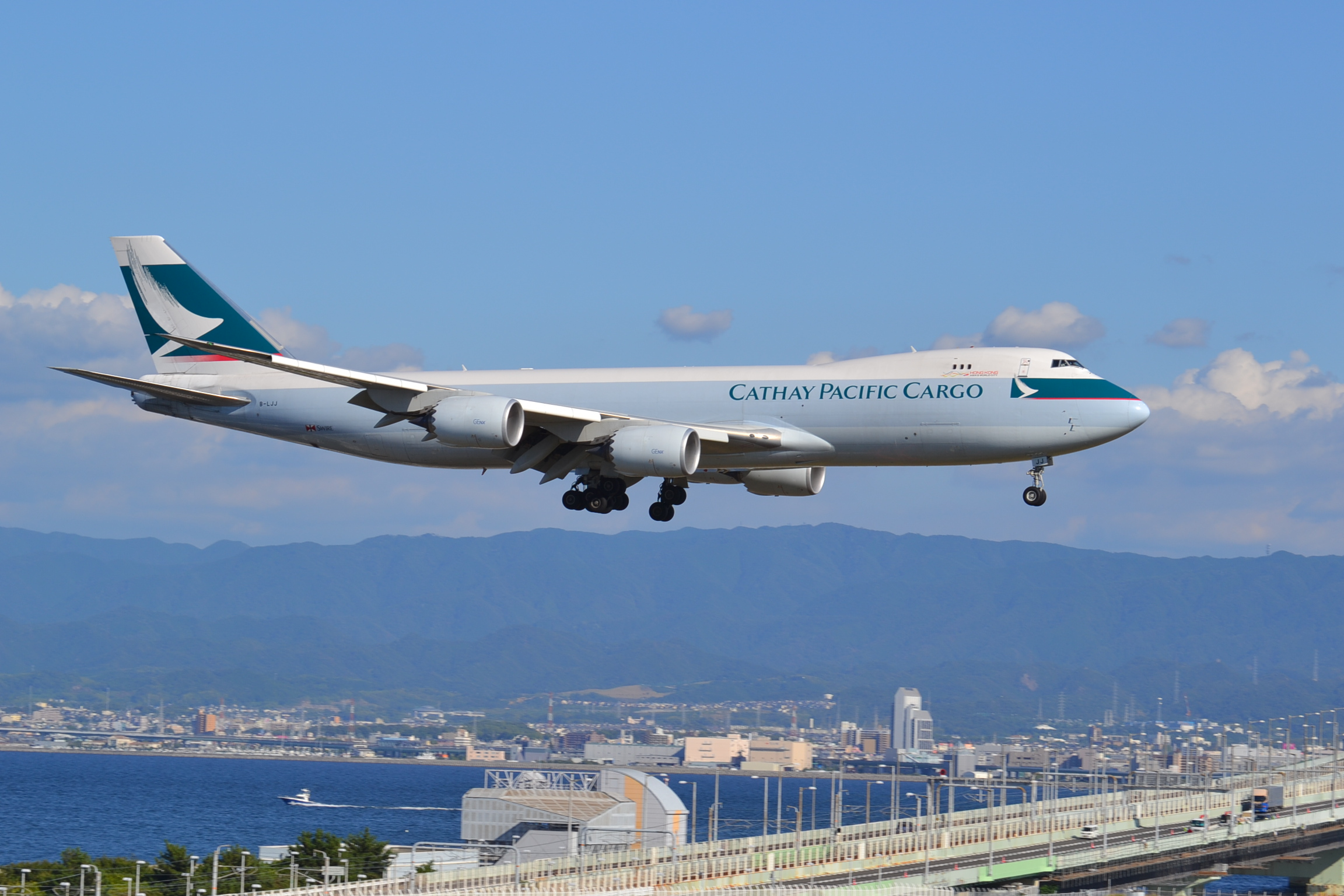
Boeing 747-8F de Cathay Pacific Cargo à l'atterrissage à Osaka.

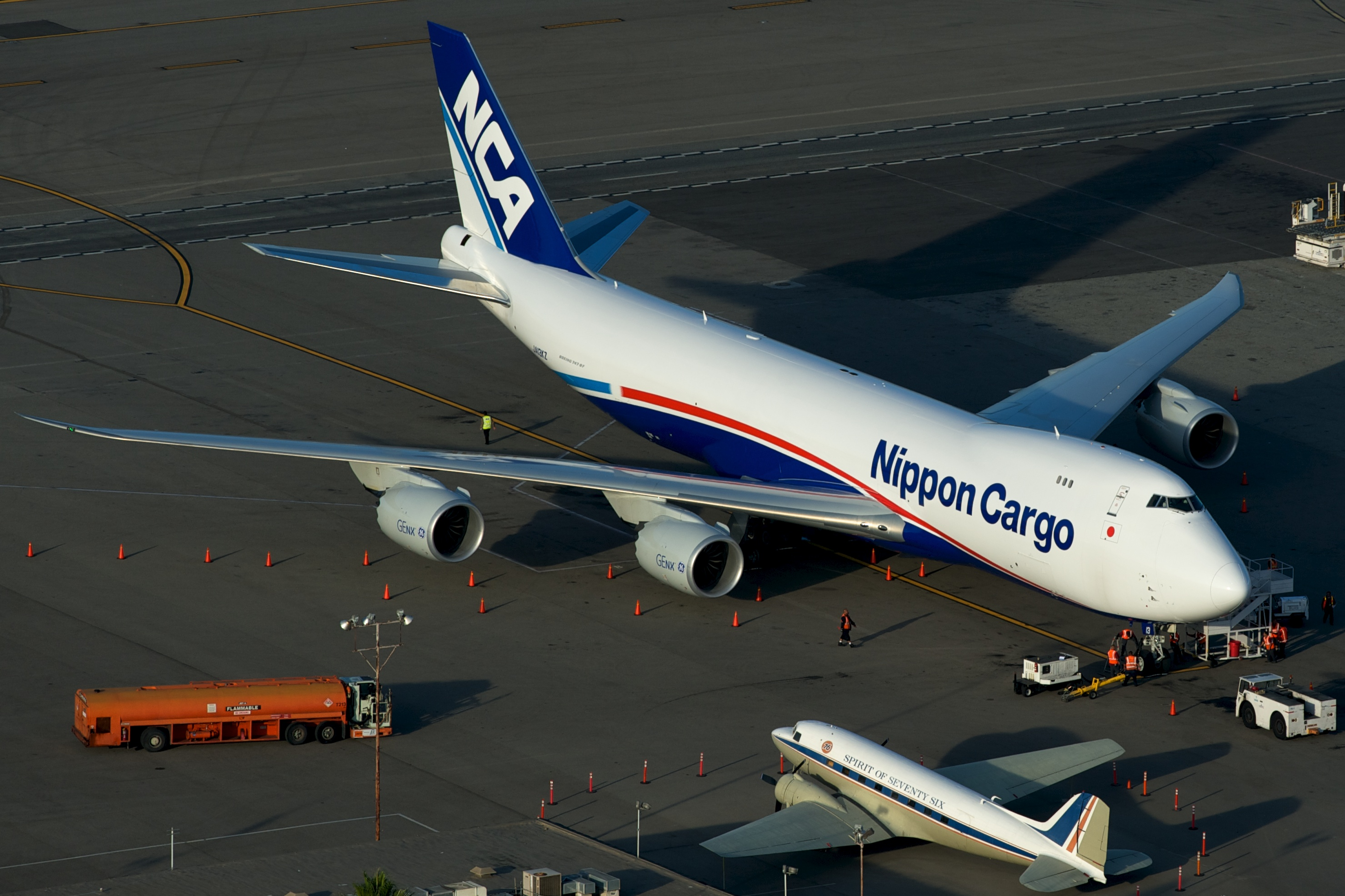
Un Boeing 747-8F de Nippon Cargo Airlines à l'aéroport de Los Angeles.

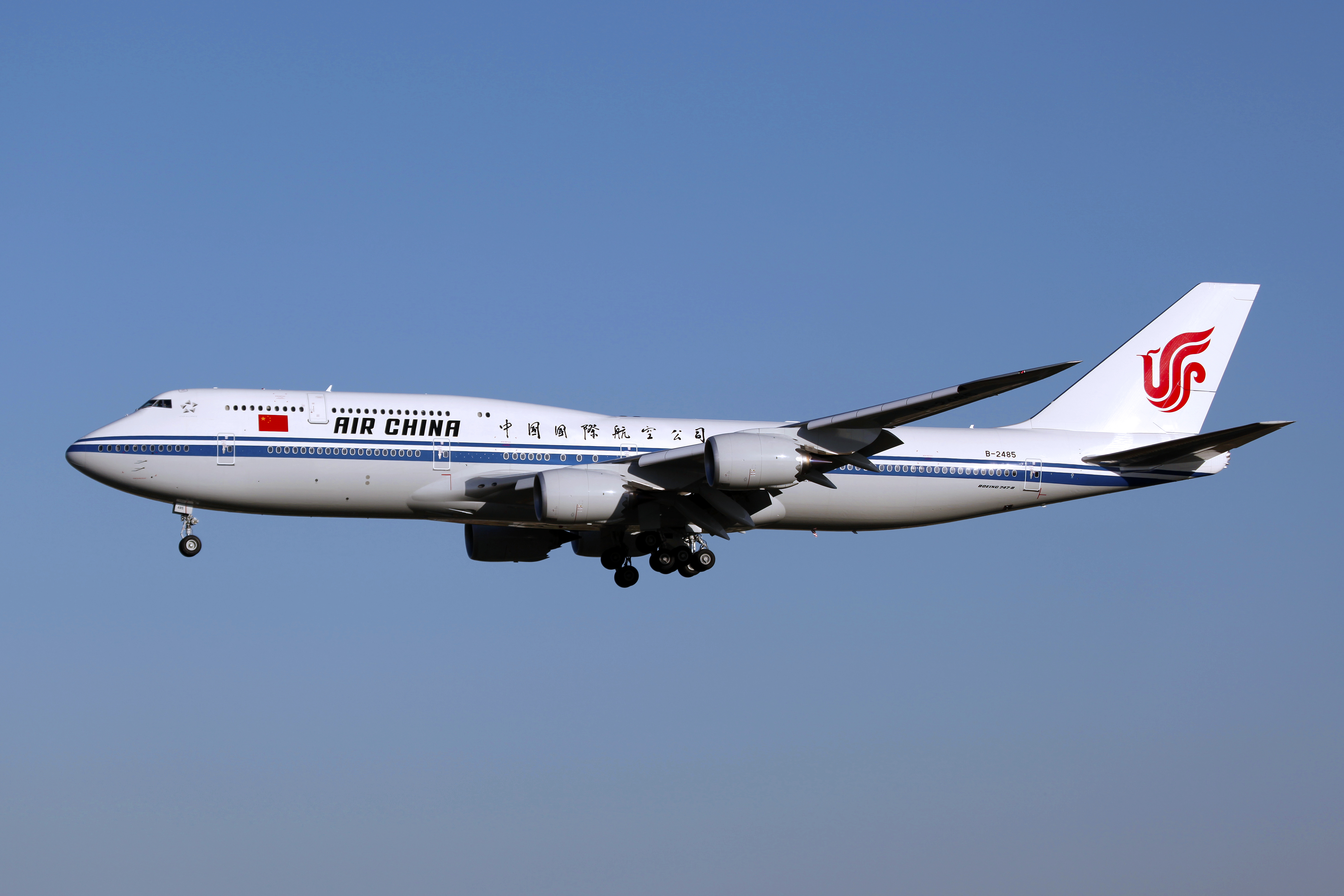
L'un des Boeing 747-8 Intercontinental d'Air China en approche à l'aéroport international de Pékin.

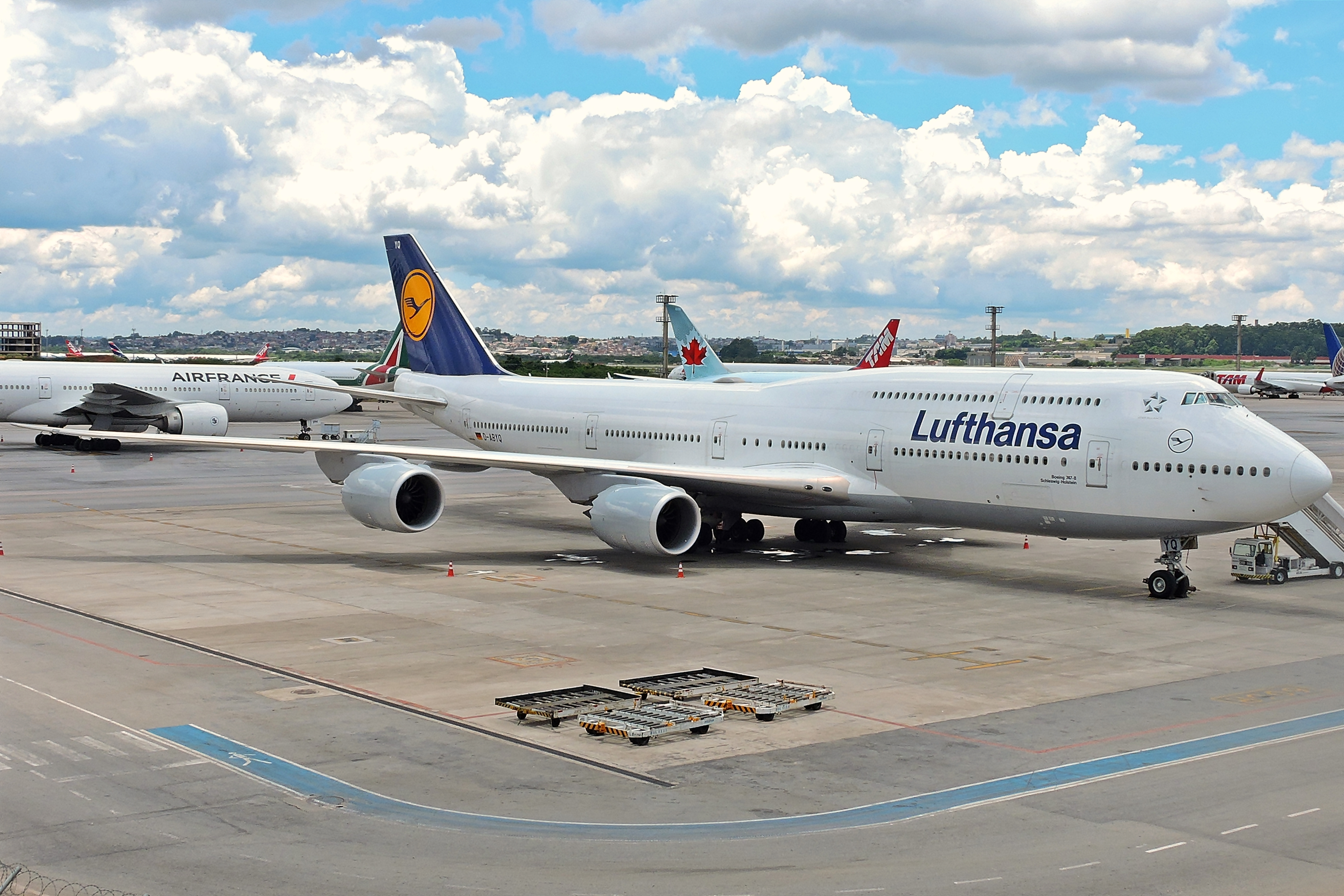
Boeing 747-8I (747-830) de Lufthansa, immatricule D-ABYQ, a l'aeroport International de Chicago.

Source : Boeing, 747 Model Summary, mai 2020.

### Ventes et commercialisation
La version cargo du 747-8 attire des commandes de plusieurs compagnies aériennes cargo ; l'avion a l'avantage d'un entraînement similaire et des pièces interchangeables avec le 747-400F. De plus, le 747 a une longue histoire comme avion cargo réussi et reste populaire chez ses opérateurs puisqu'il dispose d'une plus grande capacité cargo et d'une plus grande autonomie que les autres avions cargos.
Comparé à la version cargo, la version passager du 747-8 reçoit moins de commandes. Des compagnies comme Emirates et British Airways envisagent de commander le 747-8 Intercontinental mais choisissent d'acheter l'Airbus A380 à la place,. Le 747-8I est également commandé par plusieurs clients VIP. En avril 2008, le président et chef de la direction de Boeing, Jim McNerney, reconnaît au cours d'une conférence téléphonique aux investisseurs de Boeing qu'il aimerait voir plus de commandes pour la version passager du 747-8.
Le 7 mars 2011, il est annoncé qu'Air China a l'intention d'acheter cinq 747-8I, dans l'attente d'une approbation par le gouvernement chinois,. La commande des cinq avions est confirmée 18 mois plus tard. Le 20 juin 2011, lors du Salon du Bourget, Boeing annonce avoir reçu deux commandes et 15 engagements de deux opérateurs non révélés du 747-8I. Le lendemain, GE Capital Aviation Services (GECAS) a l'intention d'acheter deux avions cargo,. Le 6 octobre, Arik Air est annoncé comme client de deux 747-8I ; la compagnie était l'un des clients non identifiés des commandes du Salon du Bourget. Le 8 novembre 2011, il est rapporté que Transaero accepte préalablement d'acheter quatre 747-8I. La flotte royale du Qatar Emiri Flight commande deux 747-8I, bien qu'aucune date de livraison ou de commande n'ait été confirmée.
Air China a l'intention d'acheter deux 747-8I supplémentaires, ce qui porte le total de ses commandes à sept appareils ; son intention d'achat est approuvée et confirmée par Boeing et le gouvernement chinois. En mars 2013, la Cathay Pacific commande trois 747-8F supplémentaires, ce qui amène le total à 13 commandes. Au Salon du Bourget de 2013, Korean Air annonce son intention d'acheter cinq 747-8I, en plus des cinq commandés en 2009. À la mi 2013, la Lufthansa est le seul utilisateur de la version passagers. Korean Air et Boeing finalisent la nouvelle commande de 747-8I en octobre 2013.
Principalement acheté en version cargo, le 747-8 connait une désaffection commerciale qui amène Boeing à réduire dès mars 2016 sa cadence de production de 12 à 6 appareils par an. En octobre 2016, on annonce que la production doit remonter à un par mois en 2019. Le dernier des 1 574 Boeing 747 sorti d'usine est un 747-8 Freighter le 6 décembre 2022.

## Caractéristiques
- Boeing 747-8
- Airbus A380-800
- Antonov An-225
- Hughes H-4 Hercules
- Stratolaunch

|                                             | 747-8I                                                        | 747-8F                                                         |
| ------------------------------------------- | ------------------------------------------------------------- | -------------------------------------------------------------- |
| Équipage du cockpit                         | Deux                                                          | Deux                                                           |
| Passagers                                   | 605 (maximum) 467 (3 classes)                                 | Aucun                                                          |
| Longueur totale                             | 76,25 m (250 ft 2 in)                                         | 76,25 m (250 ft 2 in)                                          |
| Envergure                                   | 68,45 m (224 ft 7 in)                                         | 68,45 m (224 ft 7 in)                                          |
| Hauteur                                     | 19,35 m (63 ft 6 in)                                          | 19,35 m (63 ft 6 in)                                           |
| Largeur de la cabine                        | 6,1 m (20,1 ft)                                               | 6,1 m (20,1 ft)                                                |
| Masse maximale au décollage (MTOW)          | 448 000 kg (987 000 lb)                                       | 448 000 kg (987 000 lb)                                        |
| Masse maximale à l'atterrissage             | 312 000 kg (688 000 lb)                                       | 343 000 kg (757 000 lb)                                        |
| Masse zéro-carburant maximale               | 295 000 kg (651 000 lb)                                       | 330 000 kg (727 000 lb)                                        |
| Charge structurelle maximale                | 76 700 kg (169 100 lb)                                        | 134 200 kg (295 800 lb)                                        |
| Capacité de carburant                       | 238 610 L (63 034 gal US)                                     | 227 920 L (60 211 gal US)                                      |
| Vitesse de croisière à 11 000 m (35 000 ft) | Mach 0,855 (917 km/h, 495 kt)                                 | Mach 0,845 (908 km/h, 490 kt)                                  |
| Vitesse maximale à 11 000 m (35 000 ft)     | Mach 0,92 (988 km/h, 533 kt)                                  | Mach 0,92 (988 km/h, 533 kt)                                   |
| Distance franchissable                      | 14 800 km (8 000 NM) à MTOW avec 467 passagers et les bagages | 8 130 km (4 390 NM) à charge maximale (134 000 kg, 295 800 lb) |
| Capacité cargo                              | 161,5 m3 (5,705 cu ft)                                        | 854,5 m3 (30,177 cu ft)                                        |
| Plafond opérationnel                        | 13 000 m (43 000 ft)                                          | 13 000 m (43 000 ft)                                           |
| Moteurs                                     | GEnx-2B67                                                     | GEnx-2B67                                                      |
| Poussée unitaire                            | 296 kN (66 500 lbf)                                           | 296 kN (66 500 lbf)                                            |

Comparaison entre cinq des plus grands avions :
Boeing 747-8
Airbus A380-800
Antonov An-225
Hughes H-4 Hercules
Stratolaunch

Sources : caractéristiques du 747-8, rapport de compatibilité aéroportuaire du 747-8.